# 童黨2001
《童黨2001》（英語：Gangs 2001），2001年上映的香港三級电影，导演及编剧為何澍培，主演柯受良、宋本中、張詠妍、楊適展、葉俊傑、許若婕。

## 劇情
本片主要講述一群童黨上深圳蒲啪丸仔，在過程他們意外被倦入一宗兇殺的奇案...

## 演員表
- 柯受良 飾 馬紹猛
- 宋本中 飾 林健龍
- 張詠妍 飾 張詠妍
- 楊適展 飾 黎文俊
- 葉俊傑 飾 阿　齊
- 許若婕 飾 盧嘉慧
- 羅冠蘭 飾 俊　母
- 許紹雄 飾 俊　父
- 夏　萍 飾 齊祖母
- 麥偉堅 飾 大八哥
- 施介強 飾 黃老師
- 黃天鐸 飾 議　員
- 吳瑞庭 飾 劉sir
- 駱應鈞 飾 車房老闆
- 歐靄玲 飾 龍　母
- 何鑑文 飾 大Dee
- 岑浩濂 飾 蕃茄
- 何超洋 飾 黑柴
- 何俊軒 飾 CID
- 蕭景佳 飾 龍　父
- 鄭成武 飾 龍後父

## 電影歌曲
| 歌名     | 演唱者 | 作曲   | 填詞   |
| 〈大哥〉 | 柯受良 | 李安修 | 高楓   |
| 〈征服〉 | 柯受良 | 袁惟仁 | 倪方來 |

## 外部連結
- 香港影庫上《童黨2001》的資料（繁體中文）
- 豆瓣电影上《童黨2001》的資料 （简体中文）